# Альварес, Кевин (1999)
Ке́вин Найи́н А́льварес Ка́мпос (исп. Kevin Nahin Álvarez Campos; род. 15 января 1999, Колима) — мексиканский футболист, защитник мексиканского клуба «Америка» и сборной Мексики.

## Клубная карьера
Альварес — воспитанник клуба «Пачука». 28 февраля 2018 года в поединке Кубка Мексики против «Атлетико Сан-Луис» Кевин дебютировал за новую команду. 17 августа 2019 года в матче против «Пуэблы» он дебютировал в мексиканской Примере.

## Международная карьера
В 2018 году в составе молодёжной сборной Мексики Альварес принял участие в Молодёжном кубке КОНКАКАФ. На турнире он сыграл в матчах против Никарагуа, Сан-Мартин, Ямайка, Гренада, Арубы, Сальвадора и США. В поединке против никарагуанцев Кевин отметился забитым мячом.
В 2019 году Альварес принял участие в молодёжном чемпионате мира в Польше. На турнире но сыграл в матчах против команд Италии, Японии и Эквадора. 
В том же году в составе олимпийской борной Мексики Альварес принял участие в Панаммериканских играх в Перу. На турнире он сыграл в матчах против команд Аргентины, Эквадора, Гондураса и Уругвая.

## Достижения
Мексика (до 20)
- Молодёжный кубок КОНКАКАФ — 2018

Пачука
- Лига MX — Апертура 2022

Америка
- Лига MX — Апертура 2023